# Sportklub Rapid 2014-2015
Questa pagina raccoglie i dati riguardanti lo Sportklub Rapid nelle competizioni ufficiali della stagione 2014-2015.

## Rosa
| N. |                                 | Ruolo | Calciatore            |
| -- | ------------------------------- | ----- | --------------------- |
| 1  | Slovacchia (bandiera)           | P     | Ján Novota            |
| 3  | Germania (bandiera)             | D     | Brian Behrendt        |
| 4  | Austria (bandiera)              | D     | Thomas Schrammel      |
| 5  | Grecia (bandiera)               | C     | Thanos Petsos         |
| 6  | Austria (bandiera)              | D     | Mario Sonnleitner     |
| 7  | Austria (bandiera)              | C     | Philipp Schobesberger |
| 8  | Austria (bandiera)              | C     | Stefan Schwab         |
| 9  | Slovenia (bandiera)             | A     | Robert Berič          |
| 10 | Austria (bandiera)              | C     | Louis Schaub          |
| 11 | Germania (bandiera)             | C     | Steffen Hofmann       |
| 14 | Austria (bandiera)              | C     | Florian Kainz         |
| 15 | Bosnia ed Erzegovina (bandiera) | C     | Srđan Grahovac        |

| N. |                    | Ruolo | Calciatore              |
| -- | ------------------ | ----- | ----------------------- |
| 17 | Austria (bandiera) | D     | Christopher Dibon       |
| 20 | Austria (bandiera) | D     | Maximilian Hofmann      |
| 21 | Austria (bandiera) | P     | Tobias Knoflach         |
| 22 | Austria (bandiera) | D     | Mario Pavelić           |
| 23 | Austria (bandiera) | D     | Stefan Stangl           |
| 25 | Austria (bandiera) | C     | Dominik Wydra           |
| 27 | Austria (bandiera) | C     | Andreas Kuen            |
| 29 | Croazia (bandiera) | P     | Marko Marić             |
| 33 | Austria (bandiera) | A     | Deni Alar               |
| 34 | Austria (bandiera) | A     | Dominik Starkl          |
| 36 | Austria (bandiera) | D     | Michael Schimpelsberger |
| 38 | Austria (bandiera) | A     | Philipp Prosenik        |

### Staff tecnico
- Zoran Barišić - Allenatore
- Thomas Hickersberger - Allenatore in seconda
- Carsten Jancker - Allenatore in seconda
- Raimund Hedl - Allenatore portieri
- Benno Zifko - Medico sociale
- Andreas Mondl - Medico sociale
- Thomas Balzer - Medico sociale
- Wolfgang Frey - Massaggiatore
- Wolfgang Skalsky - Massaggiatore
- Günther Karrer - Fisioterapista